# アンドロメダ座I
アンドロメダ座I(Andromeda I)は、アンドロメダ座の方角に約240万光年離れた位置にある矮小楕円体銀河である。アンドロメダ座Iは、局所銀河群の一部で、アンドロメダ銀河の伴銀河である。アンドロメダ銀河の南約3.5°で若干東に位置し、アンドロメダ銀河からの距離が15万光年以内と推定され、2005年時点で既知の最も近い矮小楕円体銀河の伴銀河である。
アンドロメダ座Iは、1970年にパロマー天文台の48インチ望遠鏡を用いてシドニー・ファン・デン・ベルフが発見した。その後、ハッブル宇宙望遠鏡の広視野惑星カメラ2によって、さらに研究が行われ、他の矮小楕円体銀河のように赤色の水平分枝の恒星が大部分を占めていることが明らかとなった。この事実と、青色の水平分枝星が豊富に存在すること、さらに2005年に99個のこと座RR型変光星が発見されたことから、星形成期に入っていることが結論付けられた。推定年齢は約100億歳である。ハッブル宇宙望遠鏡は、アンドロメダ座I中に球状星団も発見し、中でこのような星団が発見された最も暗い銀河となった。